# Ergyne cervicornis
Ergyne cervicornis is een pissebed uit de familie Bopyridae. De wetenschappelijke naam van de soort is voor het eerst geldig gepubliceerd in 1816 door Risso.